# Poitea dubia
Poitea dubia là một loài thực vật có hoa trong họ Đậu. Loài này được (Poir.) Lavin miêu tả khoa học đầu tiên.